# Noble -Live-
NOBLE -Live-, es un álbum en vivo de la banda japonesa Versailles, lanzado el 1 de septiembre de 2010, junto con el álbum Lyrical Sympathy -Live-. Corresponde al concierto realizado en el Shibuya C.C. Lemon Hall el 23 de diciembre de 2008 que llevó por nombre "Tour Final 08 - Chateau de Versailles", del cual se editó un DVD con el mismo título lanzado el 20 de mayo de 2009. Incluye las versiones en vivo de las canciones del álbum Noble (incluyendo la canción "Prince"), a excepción de "To the Chaos Inside" y "episode" que quedaron fuera. 
Alcanzó el número # 130 en el ranking del Oricon Albums Weekly Chart.

## Lista de canciones
| CD  |                                    |        |            |          |  |
| N.º | Título                             | Letras | Música     | Duración |  |
| 1.  | «Prelude»                          | Kamijo | Kamijo     | 4:24     |  |
| 2.  | «Aristocrat's Symphony»            | Kamijo | Kamijo     | 6:31     |  |
| 3.  | «Antique in the Future»            | Kamijo | Kamijo     | 6:13     |  |
| 4.  | «Second Fear -Another Descendant-» | Kamijo | Teru       | 3:13     |  |
| 5.  | «Zombie»                           | Kamijo | Teru       | 4:16     |  |
| 6.  | «After Cloudia»                    | Kamijo | Hizaki     | 5:14     |  |
| 7.  | «Windress»                         | Kamijo | Hizaki     | 4:25     |  |
| 8.  | «The Revenant Choir»               | Kamijo | Versailles | 6:18     |  |
| 9.  | «Suzerain»                         | Kamijo | Hizaki     | 4:35     |  |
| 10. | «History of the Other Side»        | Kamijo | Hizaki     | 9:54     |  |
| 11. | «Prince»                           | Kamijo | Hizaki     | 5:57     |  |